# Star Wars, épisode I : La Menace fantôme (roman)
Pour les articles homonymes, voir Star Wars, épisode I : La Menace fantôme (homonymie).
Star Wars, épisode I : La Menace fantôme (titre original : Star Wars Episode I: The Phantom Menace) est une novélisation du film du même nom écrite par Terry Brooks (sur un scénario de George Lucas) et publiée aux États-Unis par Del Rey Books le 21 avril 1999, puis traduite en français et publiée par les éditions Presses de la Cité le 16 juin 1999,.
Ce livre relate les évènements se déroulant dans le film. L'action se situe trente-deux ans avant la bataille de Yavin, alors que la Fédération du commerce entame le blocus de la planète Naboo, afin de protester contre une taxe adoptée par le Sénat galactique.

## Résumé
L'histoire débute sur une course de Podracers sur la planète Tatooine. Un des participants, le jeune Anakin Skywalker, est le seul humain capable de piloter un de ces engins. Mais très vite, sa machine est mise hors d'état de fonctionner par son rival, Sebulba et Anakin se voit contraint d'arrêter la course. Ce dernier est alors forcé par son maître, Watto, de réparer le Pod, mais parvient tout de même à y échapper et à sortir dans la ville de Mos Espa. C'est près d'un bar de cette ville qu'il rencontre un pilote de la République galactique, qui leur raconte alors tout ce qu'il a vu tout au long de sa carrière.
Pendant ce temps, deux Chevaliers Jedi, Qui-Gon Jinn et Obi-Wan Kenobi désignés comme ambassadeurs de la République, s'approchent de Naboo pour mettre fin au blocus mis en place par la Fédération du commerce. Après la tentative de meurtre orchestrée par Nute Gunray contre les deux Jedi, ces derniers s'enfuient avec la Reine Amidala de Naboo et tentent d'atteindre Coruscant, le monde-capitale, dans l'espoir de trouver une issue pacifique à la situation. À la suite d'une avarie de leur vaisseau, le groupe est obligé de se poser sur Tatooine afin de le réparer. Ils y rencontrent Anakin Skywalker. Qui-Gon pressent que le jeune esclave est inhabituellement puissant dans la Force et qu'il pourrait être l'« Élu » (un individu qui, selon une prophétie Jedi, rétablira l'équilibre dans la Force). Une fois Anakin libéré de sa condition d'esclave, les fugitifs retournent sur Naboo après un bref passage sur Coruscant pour faire cesser le blocus, mais ils s'aperçoivent que la situation est pire qu'ils ne l'imaginaient : les Sith sont à nouveau présents dans la Galaxie. Qui-Gon se fait attaquer par l'un d'eux avant de quitter Tatooine. Ils parviennent à décoller et à rejoindre Coruscant, mais face à l'indifférence du Sénat devant la situation de Naboo, la Reine Amidala décide d'y retourner, suivi par les deux Jedi et Anakin, pour faire cesser le blocus, sinon pour soutenir son peuple. Ils y retrouvent l'agresseur de Qui-Gon et engagent un combat les conduisant jusqu'au réacteur du Palais de Theed, tandis que le reste du groupe cherche à capturer les dirigeants de la Fédération du Commerce. Qui-Gon est finalement blessé mortellement par le guerrier Sith. Obi-Wan réussi alors à le tuer, précipitant son corps dans les profondeurs du réacteur.
De retour sur Coruscant, Obi-Wan obtient du Conseil Jedi le droit de prendre Anakin comme Padawan et d'assurer sa formation Jedi d' Anakin Skywalker.

## Personnages
- Palpatine
- Dark Maul
- Anakin Skywalker
- Obi-Wan Kenobi
- Quin Gon Jinn
- Padmé Amidala
- Yoda
- Jar Jar Binks
- R2D2
- C-3PO
- Mace Windu
- Sabé
- Watto
- Nute Gunray
- Shmi Skywalker
- Boss Nass
- Sebulba
- Finis Valorum
- Le Capitaine Panaka
- Ric Olié
- Depa Billaba
- Sio Bibble
- Daultay Dofine
- Rune Haako
- Wald
- Saesee Tiin
- Pilote de Naboo
- Rabé
- Capitaine de Radian VII
- Un garde du palais
- Spectateur de la course de pod
- Saché
- Citoyen de Mos Espa
- Amee
- Pilote Bravo n°5
- Pilote Bravo n°2
- Notable de Naboo n°2
- Fode Annodue

## Commentaires
Bien qu'il soit l'adaptation du film, le livre inclut deux chapitres absent dans le film. L'une concerne une course de Podracers et ses conséquences à court termes pour Anakin, l'autre concerne la rencontre entre le jeune garçon et un Tusken dans le désert. Ce dernier passage est une anticipation de la mort de Shmi Skywalker dans le second épisode de la saga. L'altercation entre le jeune Greedo et Anakin est la conséquence de la colère de ce dernier, dû au départ imminent de Padmé, dont il est tombé amoureux : ce passage anticipe cette fois la mort de sa future épouse. Ces ajouts proviennent de George Lucas, de qui Brooks reçut des informations concernant les deux épisodes suivant La Menace Fantôme.
C'est également dans ce roman que se trouve l'une des premières traces de l'histoire des Sith, avec notamment la mention du seigneur Sith Dark Bane qui deviendra par la suite un des personnages clés de l'Univers étendu. Dans son livre Sometimes the Magic Works, Brooks explique que George Lucas et lui passèrent environ une heure au téléphone afin de parler de l'histoire des Sith et des Jedi, ce qui laisse croire que le personnage de Dark Bane proviendrait de Lucas lui-même.
Les éditions Pocket ont réédité le roman en 2012 en lui joignant la nouvelle Fin de partie écrite par James Luceno. C'est la troisième édition du roman après celle de Presses de la Cité et celle de Fleuve noir (no 22).